# Massimo Campigli
Massimo Campigli (ur. 4 lipca 1895 we Florencji, zm. 31 maja 1971 w Saint-Tropez) – włoski malarz i grafik.
W latach 1919–1939 i ponownie od 1949 pracował w Paryżu. Tworzył pod wpływem m.in. kubizmu i malarstwa metafizycznego. Malował głównie kompozycje figuralne oparte na motywie stylizowanych popiersi i (pod wpływem sztuki starożytnej) postaciach kobiecych.